# Helga Gunerius Eriksen
Helga Gunerius Eriksen, född 11 oktober 1950 i Stavanger, är en norsk författare.
Eriksen växte upp på Stord men bor nu i Bergen. Hon är utbildad inom keramik och filosofi.
Eriksen har givit ut bilderböcker för både barn och vuxna, romaner och berättelser för barn, ungdom och vuxna, samt dramatik för flera åldersgrupper. Hon debuterade 1986 med bilderboken På stripejakt, och har vunnit flera barnbokspriser.

## Priser och utmärkelser
- 1991 – Kritikerpriset för Finn Inga!
- 2003 – Bragepriset för Flugepapir (tillsammans med Gry Moursund)
- 2009 – Samlagspriset